# Tubercles quadrigeminats
Al tronc de l'encèfal, els tubercles quadrigeminats (llatí per "cossos quàdruples") són els quatre col·licles: dos d'inferiors i dos de superiors. Situats al tecte de la cara dorsal del mesencèfal.
Els tubercles quadrigeminats són centres de reflexos que impliquen la visió (moviment ocular) i l'oïda (respostes auditives). Està format per grups de cèl·lules nervioses de substància grisa escampades per la substància blanca. Bàsicament, connecta l'encèfal anterior i l'encèfal posterior.